# John Hearn
Pour les articles homonymes, voir Hearn.
John Hearn (4 janvier 1827-17 mai 1894) fut un agent immobilier et homme politique québécois.

## Biographie
Né à Waterford en Irlande, il étudia à l'Académie Meagher's en Irlande. Il immigra à Québec en 1842 et travailla comme commis pour le compte de Hugh Murray. Après avoir ouvert sa propre épicerie et entreprise de vente de matériaux pour bateau, il devint agent immobilier. Il servit aussi de directeur de la Compagnie de chemin de fer Saint-Laurent et Témiscouata et de la Compagnie de chemin de fer du Grand Nord. Il débuta en politique et servant pendant une trentaine d'années comme échevin dans le conseil de ville de Québec.
Hearn est élu conservateur dans Québec-Ouest lors de l'élection provinciale de 1867. Il démissionne en 1877 lors de sa nomination au Conseil législatif du Québec pour la division de Stadacona. Il y demeurera jusqu'en 1892.
Élu député du Parti conservateur dans la circonscription fédérale de Québec-Ouest lors de l'élection partielle de 1892 déclenchée après l'expulsion de Thomas McGreevy de la Chambre des communes, il mourut en fonction des suites de la tuberculose en 1894.
Son fils, John Gabriel Hearn (en), fut député provincial de Québec-Ouest de 1900 à 1904.